# Livadski ječam
Livadski ječam ili mekiš (lat. Hordeum marinum Huds.) je vrsta roda Hordeum L.

## Opšte karakteristike
Mekiš je jednogodišnja, busenasto razgranata biljka, sa brojnim ustajućim stablima, visine do 30 cm. Stablo je golo i glatko, sve do klasa obraslo lišćem. Listovi su ravni i manje-više goli. Rukavci na donjim listovima su s gustim, mekim dlakama, a na gornjim su naduveni. Ligula je tupa, do 0,5 mm duga. Klas je cilindričan, uspravan, do 6 cm dug, na osnovi zaobljen, sa zbijenim klasićima. U grupi od tri klasića, srednji je hermafroditan, s plevama oblika osja, oštro hrapavim, dugim do 25 mm. Donja plevica je lancetasta, gola, s osi dugom do 3 cm. Bočni klasići su muški, takođe sa plevama oblika osja, dugim do 2,5 cm. Donja plevica je vrlo mala, linearno-lancetasta, gola, duga do 6 mm, sužena u os. Cveta u junu. Utvrđen je broj hromozoma 2n = 14, 28.

## Stanište i rasprostranjenje
Livadski ječam raste na slanim livadama i stepama, na nasipima, parlozima i njivama, po utrinama, sušnim livadama, peskovima, na prisojnim stranama, u Evropi, Aziji, severnoj Africi i Severnoj Americi. Staništa su najčešće izložena prolećnim poplavama i odlikuju se velikim kolebanjima vlažnosti tla. Uglavnom su u većoj ili manjoj meri zaslanjena.

## Upotreba
Stoka rado jede mekiš dok je u mladom stanju. Kao krma, dobrog je kvaliteta, ako se rano kosi.

## Spoljašnje veze
- The Euro+Med PlantBase — the information resource for Euro-Mediterranean plant diversity
- Tropicos
- species of Hordeum in „Wildflowers of Israel”: Hordeum marinum,
- Hordeum hystrix